# Federazione di baseball dell'Australia
La Federazione australiana di baseball (eng. Australian Baseball Federation, ABF) è un'organizzazione fondata nel 1926 per governare la pratica del baseball e del softball in Australia.
Organizza il campionato maschile e di softball femminile, e pone sotto la propria egida la nazionale maschile e di softball femminile.